# 堀越捜査一課長殿
『堀越捜査一課長殿』（ほりこしそうさいっかちょうどの）は、江戸川乱歩の著した短編小説。1956年4月、『オール讀物』に掲載された。書簡体小説である。

## 登場人物
堀越貞三郎北園の手紙を受け取った警視庁捜査一課長。かつて渋谷署の署長。
北園壮助大阪市の福寿相互銀行専務取締役、かつては二流の推理小説家として渋谷のアパート松涛荘に住んでいた。
大江幸吉北園の渋谷時代の友人。雑誌編集者で松涛荘の隣人。
弓子バー・ドラゴンのホステス
花崎正敏『関西経済通信』編集長で北園の友人。
渡辺憲一東和銀行本店庶務部長。かつて東和銀行の渋谷支店長。

## あらすじ
警視庁捜査第一課の課長堀越貞三郎のところに、面識のない花崎という大阪の新聞記者から分厚い封書郵便が送られてくる。中を見ると、花崎なる新聞記者は、大阪の福寿相互銀行の専務、北園壮助から、自分（北園）が死んだら中を見ずに、警視庁の堀越に渡してくれとの書簡を預かっており、その北園が病死したので、約束通りそれをここに同封したと書いている。堀越はそれを読む。
北園は、5年前渋谷で起き、そのまま迷宮入りした東和銀行渋谷支店での1千万円強奪事件の真相を語るという。強奪犯人は当時北園の住んでいたアパートの隣人かつ友人でもある大江という出版社社員だったが、あの日、大江は奪った1千万円とともにアパートの自室に逃げ込むなり、1千万円とともに消えてしまったのである。捜査の結果、大江という人間はその前身も判明しなかったために迷宮入りとなった。のち、北園は大江の恋人であった弓子と結婚したあと、大阪へ移住し、そこで銀行業を立ち上げ成功したのだが、その最愛の妻弓子が病死するときに、私はすべてを知っていると言われたという。実は、大江は最初から北園の変装で、銀行から金を強奪する計画で造られた架空の人物だったのだ。完全犯罪だったが、北園は自らの死のまぎわに、当時の所轄署長だった堀越と、当時の東和銀行渋谷支店長には告白・謝罪の手紙の他、利子込みの2千万円の小切手を送ることにしたのだという。

## 出版
- 角川文庫『化人幻戯』収録　1975年
- 創元推理文庫『日本探偵小説全集2 江戸川乱歩集』収録　1984年
- 春陽文庫『ぺてん師と空気男』収録　1987年
- 講談社 江戸川乱歩推理文庫28『堀越捜査一課長殿』　1989年